# Tour Down Under 2023
Tour Down Under 2023 – 23. edycja wyścigu kolarskiego Tour Down Under, która odbyła się w dniach od 17 do 22 stycznia 2023. Wyścig był częścią UCI World Tour 2023.

## Etapy
| Etap   | Data   | Start – Meta             | type                       | Dystans (km) | Suma wzniesień (m) | Zwycięzca etapu | Lider           |
| ------ | ------ | ------------------------ | -------------------------- | ------------ | ------------------ | --------------- | --------------- |
| Prolog | 17 sty | Adelaide – Adelaide      | jazda indywidualna na czas | 5,5          | 39 m               | Alberto Bettiol | Alberto Bettiol |
| 1      | 18 sty | Tanunda – Tanunda        | pagórkowaty                | 150,1        | 1715 m             | Phil Bauhaus    | Alberto Bettiol |
| 2      | 19 sty | Brighton – Victor Harbor | pagórkowaty                | 156          | 1803 m             | Rohan Dennis    | Rohan Dennis    |
| 3      | 20 sty | Norwood – Campbelltown   | górzysty                   | 118,5        | 1831 m             | Pello Bilbao    | Jay Vine        |
| 4      | 21 sty | Port Willunga – Willunga | pagórkowaty                | 135,3        | 1103 m             | Bryan Coquard   | Jay Vine        |
| 5      | 22 sty | Unley – Mount Lofty      | górzysty                   | 114          | 2224 m             | Simon Yates     | Jay Vine        |

## Uczestnicy

### Drużyny
| WorldTeams (18)- AG2R Citroën Team - Alpecin-Deceuninck - Arkéa-Samsic - Astana Qazaqstan Team - Bahrain Victorious - Team Jayco AlUla - Bora-Hansgrohe - Cofidis - Team DSM - Groupama-FDJ - EF Education-EasyPost - Ineos Grenadiers - Intermarché-Circus-Wanty - Movistar Team - Jumbo-Visma - Soudal Quick-Step - Trek-Segafredo - UAE Team Emirates ProTeam- Israel-Premier Tech translation for headoftableIII_translate index 39 not found- UniSA-Australia |
| |

### Lista startowa
| Team Jayco AlUla JAY | Team Jayco AlUla JAY   | Team Jayco AlUla JAY |
| -------------------- | ---------------------- | -------------------- |
| Nr                   | Kolarz                 | Miejsce              |
| 1                    | Michael Matthews (AUS) | 43.                  |
| 2                    | Simon Yates (GBR)      | 2.                   |
| 3                    | Luke Durbridge (AUS)   | 102.                 |
| 4                    | Lucas Hamilton (AUS)   | 54.                  |
| 5                    | Michael Hepburn (AUS)  | 75.                  |
| 6                    | Chris Harper (AUS)     | DNS-2                |
| 7                    | Campbell Stewart (NZL) | 96.                  |

| AG2R Citroën Team ACT | AG2R Citroën Team ACT | AG2R Citroën Team ACT |
| --------------------- | --------------------- | --------------------- |
| Nr                    | Kolarz                | Miejsce               |
| 11                    | Ben O’Connor (AUS)    | 6.                    |
| 12                    | Alex Baudin (FRA)     | 26.                   |
| 13                    | Dorian Godon (FRA)    | 24.                   |
| 14                    | Paul Lapeira (FRA)    | 58.                   |
| 15                    | Nans Peters (FRA)     | 27.                   |
| 16                    | Michael Schär (SUI)   | 62.                   |
| 17                    | Damien Touzé (FRA)    | 42.                   |

| Astana Qazaqstan Team AST | Astana Qazaqstan Team AST | Astana Qazaqstan Team AST |
| ------------------------- | ------------------------- | ------------------------- |
| Nr                        | Kolarz                    | Miejsce                   |
| 21                        | Luis León Sánchez (ESP)   | 33.                       |
| 22                        | Manuele Boaro (ITA)       | DNF-5                     |
| 23                        | Leonardo Basso (ITA)      | 120.                      |
| 24                        | Fabio Felline (ITA)       | 77.                       |
| 25                        | Dmitrij Gruzdiew (KAZ)    | 86.                       |
| 26                        | Martin Laas (EST)         | DNF-5                     |
| 27                        | Gianni Moscon (ITA)       | DNF-3                     |

| Bahrain Victorious TBV | Bahrain Victorious TBV    | Bahrain Victorious TBV |
| ---------------------- | ------------------------- | ---------------------- |
| Nr                     | Kolarz                    | Miejsce                |
| 31                     | Pello Bilbao (ESP)        | 3.                     |
| 32                     | Nikias Arndt (GER)        | 38.                    |
| 33                     | Phil Bauhaus (GER)        | 94.                    |
| 34                     | Kamil Gradek (POL)        | DNF-5                  |
| 35                     | Hermann Pernsteiner (AUT) | 45.                    |
| 36                     | Cameron Scott (AUS)       | 121.                   |
| 37                     | Jasha Sütterlin (GER)     | 65.                    |

| Trek-Segafredo TFS | Trek-Segafredo TFS          | Trek-Segafredo TFS |
| ------------------ | --------------------------- | ------------------ |
| Nr                 | Kolarz                      | Miejsce            |
| 41                 | Tony Gallopin (FRA)         | 32.                |
| 42                 | Filippo Baroncini (ITA)     | DNF-4              |
| 43                 | Marc Brustenga (ESP)        | 76.                |
| 44                 | Asbjørn Hellemose (DEN)     | 55.                |
| 45                 | Emīls Liepiņš (LAT) (szosa) | 46.                |
| 46                 | Natnael Tesfatsion (ERI)    | 14.                |
| 47                 | Antonio Tiberi (ITA)        | 8.                 |

| Cofidis COF | Cofidis COF           | Cofidis COF |
| ----------- | --------------------- | ----------- |
| Nr          | Kolarz                | Miejsce     |
| 51          | Bryan Coquard (FRA)   | 10.         |
| 52          | François Bidard (FRA) | 48.         |
| 53          | André Carvalho (POR)  | 104.        |
| 54          | Davide Cimolai (ITA)  | 109.        |
| 55          | Victor Lafay (FRA)    | 44.         |
| 56          | Alexis Renard (FRA)   | 80.         |
| 57          | Harrison Wood (GBR)   | 118.        |

| Soudal Quick-Step SOQ | Soudal Quick-Step SOQ | Soudal Quick-Step SOQ |
| --------------------- | --------------------- | --------------------- |
| Nr                    | Kolarz                | Miejsce               |
| 61                    | Mattia Cattaneo (ITA) | 22.                   |
| 62                    | Stan Van Tricht (BEL) | 78.                   |
| 63                    | Dries Devenyns (BEL)  | 39.                   |
| 64                    | James Knox (GBR)      | DSQ-1                 |
| 65                    | Mauro Schmid (SUI)    | 5.                    |
| 66                    | Jannik Steimle (GER)  | 107.                  |
| 67                    | Martin Svrček (SVK)   | DNF-5                 |

| Alpecin-Deceuninck ADC | Alpecin-Deceuninck ADC | Alpecin-Deceuninck ADC |
| ---------------------- | ---------------------- | ---------------------- |
| Nr                     | Kolarz                 | Miejsce                |
| 71                     | Kaden Groves (AUS)     | 36.                    |
| 72                     | Jensen Plowright (AUS) | DNF-5                  |
| 73                     | Robert Stannard (AUS)  | 57.                    |
| 74                     | Samuel Gaze (NZL)      | 93.                    |
| 75                     | Senne Leysen (BEL)     | 116.                   |
| 76                     | Oscar Riesebeek (NED)  | 95.                    |
| 77                     | Michael Gogl (AUT)     | 73.                    |

| Groupama-FDJ GFC | Groupama-FDJ GFC      | Groupama-FDJ GFC |
| ---------------- | --------------------- | ---------------- |
| Nr               | Kolarz                | Miejsce          |
| 81               | Michael Storer (AUS)  | 40.              |
| 82               | Miles Scotson (AUS)   | 67.              |
| 83               | Lorenzo Germani (ITA) | 112.             |
| 84               | Reuben Thompson (NZL) | 23.              |
| 85               | Laurence Pithie (NZL) | 106.             |
| 86               | Paul Penhoët (FRA)    | 29.              |
| 87               | Rudy Molard (FRA)     | 12.              |

| Ineos Grenadiers IGD | Ineos Grenadiers IGD      | Ineos Grenadiers IGD |
| -------------------- | ------------------------- | -------------------- |
| Nr                   | Kolarz                    | Miejsce              |
| 91                   | Geraint Thomas (GBR)      | 88.                  |
| 92                   | Ethan Hayter (GBR) (ITT)  | 18.                  |
| 93                   | Leo Hayter (GBR)          | 56.                  |
| 94                   | Kim Heiduk (GER)          | 79.                  |
| 95                   | Lucas Plapp (AUS) (szosa) | 53.                  |
| 96                   | Magnus Sheffield (USA)    | 4.                   |
| 97                   | Ben Swift (GBR)           | 70.                  |

| Intermarché-Circus-Wanty ICW | Intermarché-Circus-Wanty ICW | Intermarché-Circus-Wanty ICW |
| ---------------------------- | ---------------------------- | ---------------------------- |
| Nr                           | Kolarz                       | Miejsce                      |
| 101                          | Sven Erik Bystrøm (NOR)      | 7.                           |
| 102                          | Julius Johansen (DEN)        | 83.                          |
| 103                          | Hugo Page (FRA)              | 19.                          |
| 104                          | Gerben Thijssen (BEL)        | DNF-5                        |
| 105                          | Taco van der Hoorn (NED)     | 110.                         |
| 106                          | Boy van Poppel (NED)         | DNF-5                        |
| 107                          | Dion Smith (NZL)             | 52.                          |

| Jumbo-Visma TJV | Jumbo-Visma TJV        | Jumbo-Visma TJV |
| --------------- | ---------------------- | --------------- |
| Nr              | Kolarz                 | Miejsce         |
| 111             | Rohan Dennis (AUS)     | 50.             |
| 112             | Robert Gesink (NED)    | DNF-1           |
| 113             | Lennard Hofstede (NED) | 68.             |
| 114             | Timo Roosen (NED)      | 61.             |
| 115             | Milan Vader (NED)      | 25.             |
| 116             | Tim van Dijke (NED)    | 66.             |
| 117             | Jos van Emden (NED)    | 74.             |

| Movistar Team MOV | Movistar Team MOV     | Movistar Team MOV |
| ----------------- | --------------------- | ----------------- |
| Nr                | Kolarz                | Miejsce           |
| 121               | Gorka Izagirre (ESP)  | 9.                |
| 122               | Imanol Erviti (ESP)   | 49.               |
| 123               | Johan Jacobs (SUI)    | 92.               |
| 124               | Iván Romeo (ESP)      | 41.               |
| 125               | Sergio Samitier (ESP) | 101.              |
| 126               | Lluís Mas (ESP)       | 72.               |

| Team DSM DSM | Team DSM DSM           | Team DSM DSM |
| ------------ | ---------------------- | ------------ |
| Nr           | Kolarz                 | Miejsce      |
| 131          | Chris Hamilton (AUS)   | 31.          |
| 132          | Matthew Dinham (AUS)   | 59.          |
| 133          | Patrick Bevin (NZL)    | DNF-1        |
| 134          | Romain Combaud (FRA)   | 97.          |
| 135          | Tim Naberman (NED)     | 108.         |
| 136          | Marius Mayrhofer (GER) | 21.          |
| 137          | Martijn Tusveld (NED)  | 69.          |

| UAE Team Emirates UAD | UAE Team Emirates UAD   | UAE Team Emirates UAD |
| --------------------- | ----------------------- | --------------------- |
| Nr                    | Kolarz                  | Miejsce               |
| 141                   | Jay Vine (AUS) (ITT)    | 1.                    |
| 142                   | George Bennett (NZL)    | 15.                   |
| 143                   | Marc Hirschi (SUI)      | 11.                   |
| 144                   | Sjoerd Bax (NED)        | 85.                   |
| 145                   | Alessandro Covi (ITA)   | 64.                   |
| 146                   | Michael Vink (NZL)      | 63.                   |
| 147                   | Finn Fisher-Black (NZL) | 98.                   |

| Arkéa-Samsic ARK | Arkéa-Samsic ARK       | Arkéa-Samsic ARK |
| ---------------- | ---------------------- | ---------------- |
| Nr               | Kolarz                 | Miejsce          |
| 151              | Ewen Costiou (FRA)     | 99.              |
| 152              | Mathis Le Berre (FRA)  | 105.             |
| 153              | Élie Gesbert (FRA)     | 20.              |
| 154              | Hugo Hofstetter (FRA)  | 87.              |
| 155              | Kévin Ledanois (FRA)   | 30.              |
| 156              | Łukasz Owsian (POL)    | 81.              |
| 157              | Alessandro Verre (ITA) | 82.              |

| EF Education-EasyPost EFE | EF Education-EasyPost EFE   | EF Education-EasyPost EFE |
| ------------------------- | --------------------------- | ------------------------- |
| Nr                        | Kolarz                      | Miejsce                   |
| 161                       | Alberto Bettiol (ITA)       | 37.                       |
| 162                       | Mikkel Frølich Honoré (DEN) | 84.                       |
| 163                       | Jens Keukeleire (BEL)       | 47.                       |
| 164                       | Sean Quinn (USA)            | 60.                       |
| 165                       | Jonas Rutsch (GER)          | 35.                       |
| 166                       | Thomas Scully (NZL)         | 115.                      |
| 167                       | Łukasz Wiśniowski (POL)     | 114.                      |

| Bora-Hansgrohe BOH | Bora-Hansgrohe BOH          | Bora-Hansgrohe BOH |
| ------------------ | --------------------------- | ------------------ |
| Nr                 | Kolarz                      | Miejsce            |
| 171                | Jai Hindley (AUS)           | 16.                |
| 172                | Marco Haller (AUT)          | 71.                |
| 173                | Shane Archbold (NZL)        | 111.               |
| 174                | Luis-Joe Lührs (GER)        | 103.               |
| 175                | Jordi Meeus (BEL)           | DNS-2              |
| 176                | Maximilian Schachmann (GER) | 51.                |
| 177                | Giovanni Aleotti (ITA)      | 17.                |

| Israel-Premier Tech IPT | Israel-Premier Tech IPT | Israel-Premier Tech IPT |
| ----------------------- | ----------------------- | ----------------------- |
| Nr                      | Kolarz                  | Miejsce                 |
| 181                     | Chris Froome (GBR)      | 117.                    |
| 182                     | Daryl Impey (RSA)       | 89.                     |
| 183                     | Simon Clarke (AUS)      | 91.                     |
| 184                     | Corbin Strong (NZL)     | 28.                     |
| 185                     | Taj Jones (AUS)         | DNF-5                   |
| 186                     | Sebastian Berwick (AUS) | 13.                     |
| 187                     | Derek Gee (CAN)         | 34.                     |

| UniSA-Australia AUS | UniSA-Australia AUS   | UniSA-Australia AUS |
| ------------------- | --------------------- | ------------------- |
| Nr                  | Kolarz                | Miejsce             |
| 191                 | Caleb Ewan (AUS)      | 100.                |
| 192                 | Jarrad Drizners (AUS) | 90.                 |
| 193                 | Graeme Frislie (AUS)  | DNS-2               |
| 194                 | Conor Leahy (AUS)     | DNS-2               |
| 195                 | Zac Marriage (AUS)    | 119.                |
| 196                 | James Moriarty (AUS)  | DNF-2               |
| 197                 | Liam Walsh (AUS)      | 113.                |

| Team Jayco AlUla JAY | Team Jayco AlUla JAY   | Team Jayco AlUla JAY |
| -------------------- | ---------------------- | -------------------- |
| Nr                   | Kolarz                 | Miejsce              |
| 1                    | Michael Matthews (AUS) | 43.                  |
| 2                    | Simon Yates (GBR)      | 2.                   |
| 3                    | Luke Durbridge (AUS)   | 102.                 |
| 4                    | Lucas Hamilton (AUS)   | 54.                  |
| 5                    | Michael Hepburn (AUS)  | 75.                  |
| 6                    | Chris Harper (AUS)     | DNS-2                |
| 7                    | Campbell Stewart (NZL) | 96.                  |

| AG2R Citroën Team ACT | AG2R Citroën Team ACT | AG2R Citroën Team ACT |
| --------------------- | --------------------- | --------------------- |
| Nr                    | Kolarz                | Miejsce               |
| 11                    | Ben O’Connor (AUS)    | 6.                    |
| 12                    | Alex Baudin (FRA)     | 26.                   |
| 13                    | Dorian Godon (FRA)    | 24.                   |
| 14                    | Paul Lapeira (FRA)    | 58.                   |
| 15                    | Nans Peters (FRA)     | 27.                   |
| 16                    | Michael Schär (SUI)   | 62.                   |
| 17                    | Damien Touzé (FRA)    | 42.                   |

| Astana Qazaqstan Team AST | Astana Qazaqstan Team AST | Astana Qazaqstan Team AST |
| ------------------------- | ------------------------- | ------------------------- |
| Nr                        | Kolarz                    | Miejsce                   |
| 21                        | Luis León Sánchez (ESP)   | 33.                       |
| 22                        | Manuele Boaro (ITA)       | DNF-5                     |
| 23                        | Leonardo Basso (ITA)      | 120.                      |
| 24                        | Fabio Felline (ITA)       | 77.                       |
| 25                        | Dmitrij Gruzdiew (KAZ)    | 86.                       |
| 26                        | Martin Laas (EST)         | DNF-5                     |
| 27                        | Gianni Moscon (ITA)       | DNF-3                     |

| Bahrain Victorious TBV | Bahrain Victorious TBV    | Bahrain Victorious TBV |
| ---------------------- | ------------------------- | ---------------------- |
| Nr                     | Kolarz                    | Miejsce                |
| 31                     | Pello Bilbao (ESP)        | 3.                     |
| 32                     | Nikias Arndt (GER)        | 38.                    |
| 33                     | Phil Bauhaus (GER)        | 94.                    |
| 34                     | Kamil Gradek (POL)        | DNF-5                  |
| 35                     | Hermann Pernsteiner (AUT) | 45.                    |
| 36                     | Cameron Scott (AUS)       | 121.                   |
| 37                     | Jasha Sütterlin (GER)     | 65.                    |

| Trek-Segafredo TFS | Trek-Segafredo TFS          | Trek-Segafredo TFS |
| ------------------ | --------------------------- | ------------------ |
| Nr                 | Kolarz                      | Miejsce            |
| 41                 | Tony Gallopin (FRA)         | 32.                |
| 42                 | Filippo Baroncini (ITA)     | DNF-4              |
| 43                 | Marc Brustenga (ESP)        | 76.                |
| 44                 | Asbjørn Hellemose (DEN)     | 55.                |
| 45                 | Emīls Liepiņš (LAT) (szosa) | 46.                |
| 46                 | Natnael Tesfatsion (ERI)    | 14.                |
| 47                 | Antonio Tiberi (ITA)        | 8.                 |

| Cofidis COF | Cofidis COF           | Cofidis COF |
| ----------- | --------------------- | ----------- |
| Nr          | Kolarz                | Miejsce     |
| 51          | Bryan Coquard (FRA)   | 10.         |
| 52          | François Bidard (FRA) | 48.         |
| 53          | André Carvalho (POR)  | 104.        |
| 54          | Davide Cimolai (ITA)  | 109.        |
| 55          | Victor Lafay (FRA)    | 44.         |
| 56          | Alexis Renard (FRA)   | 80.         |
| 57          | Harrison Wood (GBR)   | 118.        |

| Soudal Quick-Step SOQ | Soudal Quick-Step SOQ | Soudal Quick-Step SOQ |
| --------------------- | --------------------- | --------------------- |
| Nr                    | Kolarz                | Miejsce               |
| 61                    | Mattia Cattaneo (ITA) | 22.                   |
| 62                    | Stan Van Tricht (BEL) | 78.                   |
| 63                    | Dries Devenyns (BEL)  | 39.                   |
| 64                    | James Knox (GBR)      | DSQ-1                 |
| 65                    | Mauro Schmid (SUI)    | 5.                    |
| 66                    | Jannik Steimle (GER)  | 107.                  |
| 67                    | Martin Svrček (SVK)   | DNF-5                 |

| Alpecin-Deceuninck ADC | Alpecin-Deceuninck ADC | Alpecin-Deceuninck ADC |
| ---------------------- | ---------------------- | ---------------------- |
| Nr                     | Kolarz                 | Miejsce                |
| 71                     | Kaden Groves (AUS)     | 36.                    |
| 72                     | Jensen Plowright (AUS) | DNF-5                  |
| 73                     | Robert Stannard (AUS)  | 57.                    |
| 74                     | Samuel Gaze (NZL)      | 93.                    |
| 75                     | Senne Leysen (BEL)     | 116.                   |
| 76                     | Oscar Riesebeek (NED)  | 95.                    |
| 77                     | Michael Gogl (AUT)     | 73.                    |

| Groupama-FDJ GFC | Groupama-FDJ GFC      | Groupama-FDJ GFC |
| ---------------- | --------------------- | ---------------- |
| Nr               | Kolarz                | Miejsce          |
| 81               | Michael Storer (AUS)  | 40.              |
| 82               | Miles Scotson (AUS)   | 67.              |
| 83               | Lorenzo Germani (ITA) | 112.             |
| 84               | Reuben Thompson (NZL) | 23.              |
| 85               | Laurence Pithie (NZL) | 106.             |
| 86               | Paul Penhoët (FRA)    | 29.              |
| 87               | Rudy Molard (FRA)     | 12.              |

| Ineos Grenadiers IGD | Ineos Grenadiers IGD      | Ineos Grenadiers IGD |
| -------------------- | ------------------------- | -------------------- |
| Nr                   | Kolarz                    | Miejsce              |
| 91                   | Geraint Thomas (GBR)      | 88.                  |
| 92                   | Ethan Hayter (GBR) (ITT)  | 18.                  |
| 93                   | Leo Hayter (GBR)          | 56.                  |
| 94                   | Kim Heiduk (GER)          | 79.                  |
| 95                   | Lucas Plapp (AUS) (szosa) | 53.                  |
| 96                   | Magnus Sheffield (USA)    | 4.                   |
| 97                   | Ben Swift (GBR)           | 70.                  |

| Intermarché-Circus-Wanty ICW | Intermarché-Circus-Wanty ICW | Intermarché-Circus-Wanty ICW |
| ---------------------------- | ---------------------------- | ---------------------------- |
| Nr                           | Kolarz                       | Miejsce                      |
| 101                          | Sven Erik Bystrøm (NOR)      | 7.                           |
| 102                          | Julius Johansen (DEN)        | 83.                          |
| 103                          | Hugo Page (FRA)              | 19.                          |
| 104                          | Gerben Thijssen (BEL)        | DNF-5                        |
| 105                          | Taco van der Hoorn (NED)     | 110.                         |
| 106                          | Boy van Poppel (NED)         | DNF-5                        |
| 107                          | Dion Smith (NZL)             | 52.                          |

| Jumbo-Visma TJV | Jumbo-Visma TJV        | Jumbo-Visma TJV |
| --------------- | ---------------------- | --------------- |
| Nr              | Kolarz                 | Miejsce         |
| 111             | Rohan Dennis (AUS)     | 50.             |
| 112             | Robert Gesink (NED)    | DNF-1           |
| 113             | Lennard Hofstede (NED) | 68.             |
| 114             | Timo Roosen (NED)      | 61.             |
| 115             | Milan Vader (NED)      | 25.             |
| 116             | Tim van Dijke (NED)    | 66.             |
| 117             | Jos van Emden (NED)    | 74.             |

| Movistar Team MOV | Movistar Team MOV     | Movistar Team MOV |
| ----------------- | --------------------- | ----------------- |
| Nr                | Kolarz                | Miejsce           |
| 121               | Gorka Izagirre (ESP)  | 9.                |
| 122               | Imanol Erviti (ESP)   | 49.               |
| 123               | Johan Jacobs (SUI)    | 92.               |
| 124               | Iván Romeo (ESP)      | 41.               |
| 125               | Sergio Samitier (ESP) | 101.              |
| 126               | Lluís Mas (ESP)       | 72.               |

| Team DSM DSM | Team DSM DSM           | Team DSM DSM |
| ------------ | ---------------------- | ------------ |
| Nr           | Kolarz                 | Miejsce      |
| 131          | Chris Hamilton (AUS)   | 31.          |
| 132          | Matthew Dinham (AUS)   | 59.          |
| 133          | Patrick Bevin (NZL)    | DNF-1        |
| 134          | Romain Combaud (FRA)   | 97.          |
| 135          | Tim Naberman (NED)     | 108.         |
| 136          | Marius Mayrhofer (GER) | 21.          |
| 137          | Martijn Tusveld (NED)  | 69.          |

| UAE Team Emirates UAD | UAE Team Emirates UAD   | UAE Team Emirates UAD |
| --------------------- | ----------------------- | --------------------- |
| Nr                    | Kolarz                  | Miejsce               |
| 141                   | Jay Vine (AUS) (ITT)    | 1.                    |
| 142                   | George Bennett (NZL)    | 15.                   |
| 143                   | Marc Hirschi (SUI)      | 11.                   |
| 144                   | Sjoerd Bax (NED)        | 85.                   |
| 145                   | Alessandro Covi (ITA)   | 64.                   |
| 146                   | Michael Vink (NZL)      | 63.                   |
| 147                   | Finn Fisher-Black (NZL) | 98.                   |

| Arkéa-Samsic ARK | Arkéa-Samsic ARK       | Arkéa-Samsic ARK |
| ---------------- | ---------------------- | ---------------- |
| Nr               | Kolarz                 | Miejsce          |
| 151              | Ewen Costiou (FRA)     | 99.              |
| 152              | Mathis Le Berre (FRA)  | 105.             |
| 153              | Élie Gesbert (FRA)     | 20.              |
| 154              | Hugo Hofstetter (FRA)  | 87.              |
| 155              | Kévin Ledanois (FRA)   | 30.              |
| 156              | Łukasz Owsian (POL)    | 81.              |
| 157              | Alessandro Verre (ITA) | 82.              |

| EF Education-EasyPost EFE | EF Education-EasyPost EFE   | EF Education-EasyPost EFE |
| ------------------------- | --------------------------- | ------------------------- |
| Nr                        | Kolarz                      | Miejsce                   |
| 161                       | Alberto Bettiol (ITA)       | 37.                       |
| 162                       | Mikkel Frølich Honoré (DEN) | 84.                       |
| 163                       | Jens Keukeleire (BEL)       | 47.                       |
| 164                       | Sean Quinn (USA)            | 60.                       |
| 165                       | Jonas Rutsch (GER)          | 35.                       |
| 166                       | Thomas Scully (NZL)         | 115.                      |
| 167                       | Łukasz Wiśniowski (POL)     | 114.                      |

| Bora-Hansgrohe BOH | Bora-Hansgrohe BOH          | Bora-Hansgrohe BOH |
| ------------------ | --------------------------- | ------------------ |
| Nr                 | Kolarz                      | Miejsce            |
| 171                | Jai Hindley (AUS)           | 16.                |
| 172                | Marco Haller (AUT)          | 71.                |
| 173                | Shane Archbold (NZL)        | 111.               |
| 174                | Luis-Joe Lührs (GER)        | 103.               |
| 175                | Jordi Meeus (BEL)           | DNS-2              |
| 176                | Maximilian Schachmann (GER) | 51.                |
| 177                | Giovanni Aleotti (ITA)      | 17.                |

| Israel-Premier Tech IPT | Israel-Premier Tech IPT | Israel-Premier Tech IPT |
| ----------------------- | ----------------------- | ----------------------- |
| Nr                      | Kolarz                  | Miejsce                 |
| 181                     | Chris Froome (GBR)      | 117.                    |
| 182                     | Daryl Impey (RSA)       | 89.                     |
| 183                     | Simon Clarke (AUS)      | 91.                     |
| 184                     | Corbin Strong (NZL)     | 28.                     |
| 185                     | Taj Jones (AUS)         | DNF-5                   |
| 186                     | Sebastian Berwick (AUS) | 13.                     |
| 187                     | Derek Gee (CAN)         | 34.                     |

| UniSA-Australia AUS | UniSA-Australia AUS   | UniSA-Australia AUS |
| ------------------- | --------------------- | ------------------- |
| Nr                  | Kolarz                | Miejsce             |
| 191                 | Caleb Ewan (AUS)      | 100.                |
| 192                 | Jarrad Drizners (AUS) | 90.                 |
| 193                 | Graeme Frislie (AUS)  | DNS-2               |
| 194                 | Conor Leahy (AUS)     | DNS-2               |
| 195                 | Zac Marriage (AUS)    | 119.                |
| 196                 | James Moriarty (AUS)  | DNF-2               |
| 197                 | Liam Walsh (AUS)      | 113.                |

Legenda: DNF – nie ukończył etapu, OTL – przekroczył limit czasu, DNS – nie wystartował do etapu, DSQ – zdyskwalifikowany. Numer przy skrócie oznacza etap, na którym kolarz opuścił wyścig.

## Wyniki etapów

### Prolog
| \| Klasyfikacja etapu \| Klasyfikacja etapu \| Klasyfikacja etapu \| Klasyfikacja etapu \| Klasyfikacja etapu \| \| Kolarz \| Kolarz \| Państwo \| Drużyna \| Czas \| \| ------------------ \| ------------------ \| ------------------ \| ------------------------ \| ------------------ \| \| 1. \| Alberto Bettiol \| Włochy \| EF Education-EasyPost \| 6' 19" \| \| 2. \| Magnus Sheffield \| Stany Zjednoczone \| Ineos Grenadiers \| + 8" \| \| 3. \| Julius Johansen \| Dania \| Intermarché-Circus-Wanty \| + 10" \| \| 4. \| Kaden Groves \| Australia \| Alpecin-Deceuninck \| + 11" \| \| 5. \| Samuel Gaze \| Nowa Zelandia \| Alpecin-Deceuninck \| + 11" \| \| 6. \| Hugo Page \| Francja \| Intermarché-Circus-Wanty \| + 12" \| \| 7. \| Marius Mayrhofer \| Niemcy \| Team DSM \| + 13" \| \| 8. \| Jannik Steimle \| Niemcy \| Soudal Quick-Step \| + 13" \| \| 9. \| Jay Vine \| Australia \| UAE Team Emirates \| + 14" \| \| 10. \| Michael Matthews \| Australia \| Team Jayco AlUla \| + 14" \| |                  |                   |                          |        |
| |                  |                   |                          |        |
| Źródło: ProCyclingStats |                  |                   |                          |        |
| Klasyfikacja etapu |                  |                   |                          |        |
| Kolarz | Kolarz           | Państwo           | Drużyna                  | Czas   |
| 1. | Alberto Bettiol  | Włochy            | EF Education-EasyPost    | 6' 19" |
| 2. | Magnus Sheffield | Stany Zjednoczone | Ineos Grenadiers         | + 8"   |
| 3. | Julius Johansen  | Dania             | Intermarché-Circus-Wanty | + 10"  |
| 4. | Kaden Groves     | Australia         | Alpecin-Deceuninck       | + 11"  |
| 5. | Samuel Gaze      | Nowa Zelandia     | Alpecin-Deceuninck       | + 11"  |
| 6. | Hugo Page        | Francja           | Intermarché-Circus-Wanty | + 12"  |
| 7. | Marius Mayrhofer | Niemcy            | Team DSM                 | + 13"  |
| 8. | Jannik Steimle   | Niemcy            | Soudal Quick-Step        | + 13"  |
| 9. | Jay Vine         | Australia         | UAE Team Emirates        | + 14"  |
| 10. | Michael Matthews | Australia         | Team Jayco AlUla         | + 14"  |

| \| Klasyfikacja generalna \| Klasyfikacja generalna \| Klasyfikacja generalna \| Klasyfikacja generalna \| Klasyfikacja generalna \| \| Kolarz \| Kolarz \| Państwo \| Drużyna \| Czas \| \| ---------------------- \| ---------------------- \| ---------------------- \| ------------------------ \| ---------------------- \| \| 1. \| Alberto Bettiol \| Włochy \| EF Education-EasyPost \| 6' 19" \| \| 2. \| Magnus Sheffield \| Stany Zjednoczone \| Ineos Grenadiers \| + 8" \| \| 3. \| Julius Johansen \| Dania \| Intermarché-Circus-Wanty \| + 10" \| \| 4. \| Kaden Groves \| Australia \| Alpecin-Deceuninck \| + 11" \| \| 5. \| Samuel Gaze \| Nowa Zelandia \| Alpecin-Deceuninck \| + 11" \| \| 6. \| Hugo Page \| Francja \| Intermarché-Circus-Wanty \| + 12" \| \| 7. \| Marius Mayrhofer \| Niemcy \| Team DSM \| + 13" \| \| 8. \| Jannik Steimle \| Niemcy \| Soudal Quick-Step \| + 13" \| \| 9. \| Jay Vine \| Australia \| UAE Team Emirates \| + 14" \| \| 10. \| Michael Matthews \| Australia \| Team Jayco AlUla \| + 14" \| |                  |                   |                          |        |
| |                  |                   |                          |        |
| Źródło: ProCyclingStats |                  |                   |                          |        |
| Klasyfikacja generalna |                  |                   |                          |        |
| Kolarz | Kolarz           | Państwo           | Drużyna                  | Czas   |
| 1. | Alberto Bettiol  | Włochy            | EF Education-EasyPost    | 6' 19" |
| 2. | Magnus Sheffield | Stany Zjednoczone | Ineos Grenadiers         | + 8"   |
| 3. | Julius Johansen  | Dania             | Intermarché-Circus-Wanty | + 10"  |
| 4. | Kaden Groves     | Australia         | Alpecin-Deceuninck       | + 11"  |
| 5. | Samuel Gaze      | Nowa Zelandia     | Alpecin-Deceuninck       | + 11"  |
| 6. | Hugo Page        | Francja           | Intermarché-Circus-Wanty | + 12"  |
| 7. | Marius Mayrhofer | Niemcy            | Team DSM                 | + 13"  |
| 8. | Jannik Steimle   | Niemcy            | Soudal Quick-Step        | + 13"  |
| 9. | Jay Vine         | Australia         | UAE Team Emirates        | + 14"  |
| 10. | Michael Matthews | Australia         | Team Jayco AlUla         | + 14"  |

### Etap 1
| \| Klasyfikacja etapu \| Klasyfikacja etapu \| Klasyfikacja etapu \| Klasyfikacja etapu \| Klasyfikacja etapu \| \| Kolarz \| Kolarz \| Państwo \| Drużyna \| Czas \| \| ------------------ \| ------------------ \| ------------------ \| ------------------------ \| ------------------ \| \| 1. \| Phil Bauhaus \| Niemcy \| Bahrain Victorious \| 3h 37' 35" \| \| 2. \| Caleb Ewan \| Australia \| UniSA-Australia \| + 0" \| \| 3. \| Michael Matthews \| Australia \| Team Jayco AlUla \| + 0" \| \| 4. \| Alessandro Covi \| Włochy \| UAE Team Emirates \| + 0" \| \| 5. \| Paul Penhoët \| Francja \| Groupama-FDJ \| + 0" \| \| 6. \| Emīls Liepiņš \| Łotwa \| Trek-Segafredo \| + 0" \| \| 7. \| Hugo Page \| Francja \| Intermarché-Circus-Wanty \| + 0" \| \| 8. \| Hugo Hofstetter \| Francja \| Arkéa-Samsic \| + 0" \| \| 9. \| Taj Jones \| Australia \| Israel-Premier Tech \| + 0" \| \| 10. \| Gerben Thijssen \| Belgia \| Intermarché-Circus-Wanty \| + 0" \| |                  |           |                          |            |
| |                  |           |                          |            |
| Źródło: ProCyclingStats |                  |           |                          |            |
| Klasyfikacja etapu |                  |           |                          |            |
| Kolarz | Kolarz           | Państwo   | Drużyna                  | Czas       |
| 1. | Phil Bauhaus     | Niemcy    | Bahrain Victorious       | 3h 37' 35" |
| 2. | Caleb Ewan       | Australia | UniSA-Australia          | + 0"       |
| 3. | Michael Matthews | Australia | Team Jayco AlUla         | + 0"       |
| 4. | Alessandro Covi  | Włochy    | UAE Team Emirates        | + 0"       |
| 5. | Paul Penhoët     | Francja   | Groupama-FDJ             | + 0"       |
| 6. | Emīls Liepiņš    | Łotwa     | Trek-Segafredo           | + 0"       |
| 7. | Hugo Page        | Francja   | Intermarché-Circus-Wanty | + 0"       |
| 8. | Hugo Hofstetter  | Francja   | Arkéa-Samsic             | + 0"       |
| 9. | Taj Jones        | Australia | Israel-Premier Tech      | + 0"       |
| 10. | Gerben Thijssen  | Belgia    | Intermarché-Circus-Wanty | + 0"       |

| \| Klasyfikacja generalna \| Klasyfikacja generalna \| Klasyfikacja generalna \| Klasyfikacja generalna \| Klasyfikacja generalna \| \| Kolarz \| Kolarz \| Państwo \| Drużyna \| Czas \| \| ---------------------- \| ---------------------- \| ---------------------- \| ------------------------ \| ---------------------- \| \| 1. \| Alberto Bettiol \| Włochy \| EF Education-EasyPost \| 3h 43' 54" \| \| 2. \| Michael Matthews \| Australia \| Team Jayco AlUla \| + 6" \| \| 3. \| Magnus Sheffield \| Stany Zjednoczone \| Ineos Grenadiers \| + 8" \| \| 4. \| Julius Johansen \| Dania \| Intermarché-Circus-Wanty \| + 10" \| \| 5. \| Kaden Groves \| Australia \| Alpecin-Deceuninck \| + 11" \| \| 6. \| Samuel Gaze \| Nowa Zelandia \| Alpecin-Deceuninck \| + 11" \| \| 7. \| Hugo Page \| Francja \| Intermarché-Circus-Wanty \| + 12" \| \| 8. \| Marius Mayrhofer \| Niemcy \| Team DSM \| + 13" \| \| 9. \| Corbin Strong \| Nowa Zelandia \| Israel-Premier Tech \| + 13" \| \| 10. \| Jannik Steimle \| Niemcy \| Soudal Quick-Step \| + 13" \| |                  |                   |                          |            |
| |                  |                   |                          |            |
| Źródło: ProCyclingStats |                  |                   |                          |            |
| Klasyfikacja generalna |                  |                   |                          |            |
| Kolarz | Kolarz           | Państwo           | Drużyna                  | Czas       |
| 1. | Alberto Bettiol  | Włochy            | EF Education-EasyPost    | 3h 43' 54" |
| 2. | Michael Matthews | Australia         | Team Jayco AlUla         | + 6"       |
| 3. | Magnus Sheffield | Stany Zjednoczone | Ineos Grenadiers         | + 8"       |
| 4. | Julius Johansen  | Dania             | Intermarché-Circus-Wanty | + 10"      |
| 5. | Kaden Groves     | Australia         | Alpecin-Deceuninck       | + 11"      |
| 6. | Samuel Gaze      | Nowa Zelandia     | Alpecin-Deceuninck       | + 11"      |
| 7. | Hugo Page        | Francja           | Intermarché-Circus-Wanty | + 12"      |
| 8. | Marius Mayrhofer | Niemcy            | Team DSM                 | + 13"      |
| 9. | Corbin Strong    | Nowa Zelandia     | Israel-Premier Tech      | + 13"      |
| 10. | Jannik Steimle   | Niemcy            | Soudal Quick-Step        | + 13"      |

### Etap 2
| \| Klasyfikacja etapu \| Klasyfikacja etapu \| Klasyfikacja etapu \| Klasyfikacja etapu \| Klasyfikacja etapu \| \| Kolarz \| Kolarz \| Państwo \| Drużyna \| Czas \| \| ------------------ \| ------------------ \| ------------------ \| ------------------- \| ------------------ \| \| 1. \| Rohan Dennis \| Australia \| Jumbo-Visma \| 4h 00' 40" \| \| 2. \| Jay Vine \| Australia \| UAE Team Emirates \| + 2" \| \| 3. \| Mauro Schmid \| Szwajcaria \| Soudal Quick-Step \| + 2" \| \| 4. \| Simon Yates \| Wielka Brytania \| Team Jayco AlUla \| + 2" \| \| 5. \| Jai Hindley \| Australia \| Bora-Hansgrohe \| + 5" \| \| 6. \| Caleb Ewan \| Australia \| Lotto Dstny \| + 11" \| \| 7. \| Emīls Liepiņš \| Łotwa \| Trek-Segafredo \| + 11" \| \| 8. \| Corbin Strong \| Nowa Zelandia \| Israel-Premier Tech \| + 11" \| \| 9. \| Kaden Groves \| Australia \| Alpecin-Deceuninck \| + 11" \| \| 10. \| Paul Penhoët \| Francja \| Groupama-FDJ \| + 11" \| |               |                 |                     |            |
| |               |                 |                     |            |
| Źródło: ProCyclingStats |               |                 |                     |            |
| Klasyfikacja etapu |               |                 |                     |            |
| Kolarz | Kolarz        | Państwo         | Drużyna             | Czas       |
| 1. | Rohan Dennis  | Australia       | Jumbo-Visma         | 4h 00' 40" |
| 2. | Jay Vine      | Australia       | UAE Team Emirates   | + 2"       |
| 3. | Mauro Schmid  | Szwajcaria      | Soudal Quick-Step   | + 2"       |
| 4. | Simon Yates   | Wielka Brytania | Team Jayco AlUla    | + 2"       |
| 5. | Jai Hindley   | Australia       | Bora-Hansgrohe      | + 5"       |
| 6. | Caleb Ewan    | Australia       | Lotto Dstny         | + 11"      |
| 7. | Emīls Liepiņš | Łotwa           | Trek-Segafredo      | + 11"      |
| 8. | Corbin Strong | Nowa Zelandia   | Israel-Premier Tech | + 11"      |
| 9. | Kaden Groves  | Australia       | Alpecin-Deceuninck  | + 11"      |
| 10. | Paul Penhoët  | Francja         | Groupama-FDJ        | + 11"      |

| \| Klasyfikacja generalna \| Klasyfikacja generalna \| Klasyfikacja generalna \| Klasyfikacja generalna \| Klasyfikacja generalna \| \| Kolarz \| Kolarz \| Państwo \| Drużyna \| Czas \| \| ---------------------- \| ---------------------- \| ---------------------- \| ------------------------ \| ---------------------- \| \| 1. \| Rohan Dennis \| Australia \| Jumbo-Visma \| 7h 44' 41" \| \| 2. \| Jay Vine \| Australia \| UAE Team Emirates \| + 3" \| \| 3. \| Magnus Sheffield \| Stany Zjednoczone \| Ineos Grenadiers \| + 12" \| \| 4. \| Mauro Schmid \| Szwajcaria \| Soudal Quick-Step \| + 13" \| \| 5. \| Corbin Strong \| Nowa Zelandia \| Israel-Premier Tech \| + 14" \| \| 6. \| Hugo Page \| Francja \| Intermarché-Circus-Wanty \| + 14" \| \| 7. \| Kaden Groves \| Australia \| Alpecin-Deceuninck \| + 15" \| \| 8. \| Marius Mayrhofer \| Niemcy \| Team DSM \| + 17" \| \| 9. \| Nikias Arndt \| Niemcy \| Bahrain Victorious \| + 19" \| \| 10. \| Miles Scotson \| Australia \| Groupama-FDJ \| + 20" \| |                  |                   |                          |            |
| |                  |                   |                          |            |
| Źródło: ProCyclingStats |                  |                   |                          |            |
| Klasyfikacja generalna |                  |                   |                          |            |
| Kolarz | Kolarz           | Państwo           | Drużyna                  | Czas       |
| 1. | Rohan Dennis     | Australia         | Jumbo-Visma              | 7h 44' 41" |
| 2. | Jay Vine         | Australia         | UAE Team Emirates        | + 3"       |
| 3. | Magnus Sheffield | Stany Zjednoczone | Ineos Grenadiers         | + 12"      |
| 4. | Mauro Schmid     | Szwajcaria        | Soudal Quick-Step        | + 13"      |
| 5. | Corbin Strong    | Nowa Zelandia     | Israel-Premier Tech      | + 14"      |
| 6. | Hugo Page        | Francja           | Intermarché-Circus-Wanty | + 14"      |
| 7. | Kaden Groves     | Australia         | Alpecin-Deceuninck       | + 15"      |
| 8. | Marius Mayrhofer | Niemcy            | Team DSM                 | + 17"      |
| 9. | Nikias Arndt     | Niemcy            | Bahrain Victorious       | + 19"      |
| 10. | Miles Scotson    | Australia         | Groupama-FDJ             | + 20"      |

### Etap 3
| \| Klasyfikacja etapu \| Klasyfikacja etapu \| Klasyfikacja etapu \| Klasyfikacja etapu \| Klasyfikacja etapu \| \| Kolarz \| Kolarz \| Państwo \| Drużyna \| Czas \| \| ------------------ \| ------------------ \| ------------------ \| ------------------------ \| ------------------ \| \| 1. \| Pello Bilbao \| Hiszpania \| Bahrain Victorious \| 2h 48' 10" \| \| 2. \| Simon Yates \| Wielka Brytania \| Team Jayco AlUla \| + 0" \| \| 3. \| Jay Vine \| Australia \| UAE Team Emirates \| + 0" \| \| 4. \| Michael Matthews \| Australia \| Team Jayco AlUla \| + 28" \| \| 5. \| Sven Erik Bystrøm \| Norwegia \| Intermarché-Circus-Wanty \| + 28" \| \| 6. \| Natnael Tesfatsion \| Erytrea \| Trek-Segafredo \| + 28" \| \| 7. \| Antonio Tiberi \| Włochy \| Trek-Segafredo \| + 28" \| \| 8. \| Milan Vader \| Holandia \| Jumbo-Visma \| + 28" \| \| 9. \| Ben O’Connor \| Australia \| AG2R Citroën Team \| + 28" \| \| 10. \| Ethan Hayter \| Wielka Brytania \| Ineos Grenadiers \| + 28" \| |                    |                 |                          |            |
| |                    |                 |                          |            |
| Źródło: ProCyclingStats |                    |                 |                          |            |
| Klasyfikacja etapu |                    |                 |                          |            |
| Kolarz | Kolarz             | Państwo         | Drużyna                  | Czas       |
| 1. | Pello Bilbao       | Hiszpania       | Bahrain Victorious       | 2h 48' 10" |
| 2. | Simon Yates        | Wielka Brytania | Team Jayco AlUla         | + 0"       |
| 3. | Jay Vine           | Australia       | UAE Team Emirates        | + 0"       |
| 4. | Michael Matthews   | Australia       | Team Jayco AlUla         | + 28"      |
| 5. | Sven Erik Bystrøm  | Norwegia        | Intermarché-Circus-Wanty | + 28"      |
| 6. | Natnael Tesfatsion | Erytrea         | Trek-Segafredo           | + 28"      |
| 7. | Antonio Tiberi     | Włochy          | Trek-Segafredo           | + 28"      |
| 8. | Milan Vader        | Holandia        | Jumbo-Visma              | + 28"      |
| 9. | Ben O’Connor       | Australia       | AG2R Citroën Team        | + 28"      |
| 10. | Ethan Hayter       | Wielka Brytania | Ineos Grenadiers         | + 28"      |

| \| Klasyfikacja generalna \| Klasyfikacja generalna \| Klasyfikacja generalna \| Klasyfikacja generalna \| Klasyfikacja generalna \| \| Kolarz \| Kolarz \| Państwo \| Drużyna \| Czas \| \| ---------------------- \| ---------------------- \| ---------------------- \| ------------------------ \| ---------------------- \| \| 1. \| Jay Vine \| Australia \| UAE Team Emirates \| 10h 32' 50" \| \| 2. \| Pello Bilbao \| Hiszpania \| Bahrain Victorious \| + 15" \| \| 3. \| Simon Yates \| Wielka Brytania \| Team Jayco AlUla \| + 16" \| \| 4. \| Magnus Sheffield \| Stany Zjednoczone \| Ineos Grenadiers \| + 45" \| \| 5. \| Mauro Schmid \| Szwajcaria \| Soudal Quick-Step \| + 46" \| \| 6. \| Ethan Hayter \| Wielka Brytania \| Ineos Grenadiers \| + 50" \| \| 7. \| Sven Erik Bystrøm \| Norwegia \| Intermarché-Circus-Wanty \| + 54" \| \| 8. \| Antonio Tiberi \| Włochy \| Trek-Segafredo \| + 58" \| \| 9. \| Ben O’Connor \| Australia \| AG2R Citroën Team \| + 1' 00" \| \| 10. \| Gorka Izagirre \| Hiszpania \| Movistar Team \| + 1' 01" \| |                   |                   |                          |             |
| |                   |                   |                          |             |
| Źródło: ProCyclingStats |                   |                   |                          |             |
| Klasyfikacja generalna |                   |                   |                          |             |
| Kolarz | Kolarz            | Państwo           | Drużyna                  | Czas        |
| 1. | Jay Vine          | Australia         | UAE Team Emirates        | 10h 32' 50" |
| 2. | Pello Bilbao      | Hiszpania         | Bahrain Victorious       | + 15"       |
| 3. | Simon Yates       | Wielka Brytania   | Team Jayco AlUla         | + 16"       |
| 4. | Magnus Sheffield  | Stany Zjednoczone | Ineos Grenadiers         | + 45"       |
| 5. | Mauro Schmid      | Szwajcaria        | Soudal Quick-Step        | + 46"       |
| 6. | Ethan Hayter      | Wielka Brytania   | Ineos Grenadiers         | + 50"       |
| 7. | Sven Erik Bystrøm | Norwegia          | Intermarché-Circus-Wanty | + 54"       |
| 8. | Antonio Tiberi    | Włochy            | Trek-Segafredo           | + 58"       |
| 9. | Ben O’Connor      | Australia         | AG2R Citroën Team        | + 1' 00"    |
| 10. | Gorka Izagirre    | Hiszpania         | Movistar Team            | + 1' 01"    |

### Etap 4
| \| Klasyfikacja etapu \| Klasyfikacja etapu \| Klasyfikacja etapu \| Klasyfikacja etapu \| Klasyfikacja etapu \| \| Kolarz \| Kolarz \| Państwo \| Drużyna \| Czas \| \| ------------------ \| ------------------ \| ------------------ \| ------------------------ \| ------------------ \| \| 1. \| Bryan Coquard \| Francja \| Cofidis \| 2h 53' 41" \| \| 2. \| Alberto Bettiol \| Włochy \| EF Education-EasyPost \| + 0" \| \| 3. \| Hugo Page \| Francja \| Intermarché-Circus-Wanty \| + 0" \| \| 4. \| Paul Penhoët \| Francja \| Groupama-FDJ \| + 0" \| \| 5. \| Corbin Strong \| Nowa Zelandia \| Israel-Premier Tech \| + 0" \| \| 6. \| Michael Matthews \| Australia \| Team Jayco AlUla \| + 0" \| \| 7. \| Dorian Godon \| Francja \| AG2R Citroën Team \| + 0" \| \| 8. \| Marius Mayrhofer \| Niemcy \| Team DSM \| + 0" \| \| 9. \| Kim Heiduk \| Niemcy \| Ineos Grenadiers \| + 0" \| \| 10. \| Caleb Ewan \| Australia \| UniSA-Australia \| + 0" \| |                  |               |                          |            |
| |                  |               |                          |            |
| Źródło: ProCyclingStats |                  |               |                          |            |
| Klasyfikacja etapu |                  |               |                          |            |
| Kolarz | Kolarz           | Państwo       | Drużyna                  | Czas       |
| 1. | Bryan Coquard    | Francja       | Cofidis                  | 2h 53' 41" |
| 2. | Alberto Bettiol  | Włochy        | EF Education-EasyPost    | + 0"       |
| 3. | Hugo Page        | Francja       | Intermarché-Circus-Wanty | + 0"       |
| 4. | Paul Penhoët     | Francja       | Groupama-FDJ             | + 0"       |
| 5. | Corbin Strong    | Nowa Zelandia | Israel-Premier Tech      | + 0"       |
| 6. | Michael Matthews | Australia     | Team Jayco AlUla         | + 0"       |
| 7. | Dorian Godon     | Francja       | AG2R Citroën Team        | + 0"       |
| 8. | Marius Mayrhofer | Niemcy        | Team DSM                 | + 0"       |
| 9. | Kim Heiduk       | Niemcy        | Ineos Grenadiers         | + 0"       |
| 10. | Caleb Ewan       | Australia     | UniSA-Australia          | + 0"       |

| \| Klasyfikacja generalna \| Klasyfikacja generalna \| Klasyfikacja generalna \| Klasyfikacja generalna \| Klasyfikacja generalna \| \| Kolarz \| Kolarz \| Państwo \| Drużyna \| Czas \| \| ---------------------- \| ---------------------- \| ---------------------- \| ------------------------ \| ---------------------- \| \| 1. \| Jay Vine \| Australia \| UAE Team Emirates \| + 13h 26' 31" \| \| 2. \| Simon Yates \| Wielka Brytania \| Team Jayco AlUla \| + 15" \| \| 3. \| Pello Bilbao \| Hiszpania \| Bahrain Victorious \| + 15" \| \| 4. \| Magnus Sheffield \| Stany Zjednoczone \| Ineos Grenadiers \| + 45" \| \| 5. \| Mauro Schmid \| Szwajcaria \| Soudal Quick-Step \| + 46" \| \| 6. \| Ethan Hayter \| Wielka Brytania \| Ineos Grenadiers \| + 50" \| \| 7. \| Sven Erik Bystrøm \| Norwegia \| Intermarché-Circus-Wanty \| + 54" \| \| 8. \| Hugo Page \| Francja \| Intermarché-Circus-Wanty \| + 56" \| \| 9. \| Antonio Tiberi \| Włochy \| Trek-Segafredo \| + 58" \| \| 10. \| Ben O’Connor \| Australia \| AG2R Citroën Team \| + 1' 00" \| |                   |                   |                          |               |
| |                   |                   |                          |               |
| Źródło: ProCyclingStats |                   |                   |                          |               |
| Klasyfikacja generalna |                   |                   |                          |               |
| Kolarz | Kolarz            | Państwo           | Drużyna                  | Czas          |
| 1. | Jay Vine          | Australia         | UAE Team Emirates        | + 13h 26' 31" |
| 2. | Simon Yates       | Wielka Brytania   | Team Jayco AlUla         | + 15"         |
| 3. | Pello Bilbao      | Hiszpania         | Bahrain Victorious       | + 15"         |
| 4. | Magnus Sheffield  | Stany Zjednoczone | Ineos Grenadiers         | + 45"         |
| 5. | Mauro Schmid      | Szwajcaria        | Soudal Quick-Step        | + 46"         |
| 6. | Ethan Hayter      | Wielka Brytania   | Ineos Grenadiers         | + 50"         |
| 7. | Sven Erik Bystrøm | Norwegia          | Intermarché-Circus-Wanty | + 54"         |
| 8. | Hugo Page         | Francja           | Intermarché-Circus-Wanty | + 56"         |
| 9. | Antonio Tiberi    | Włochy            | Trek-Segafredo           | + 58"         |
| 10. | Ben O’Connor      | Australia         | AG2R Citroën Team        | + 1' 00"      |

### Etap 5
| \| Klasyfikacja etapu \| Klasyfikacja etapu \| Klasyfikacja etapu \| Klasyfikacja etapu \| Klasyfikacja etapu \| \| Kolarz \| Kolarz \| Państwo \| Drużyna \| Czas \| \| ------------------ \| ------------------ \| ------------------ \| ------------------------ \| ------------------ \| \| 1. \| Simon Yates \| Wielka Brytania \| Team Jayco AlUla \| 2h 41' 16" \| \| 2. \| Jay Vine \| Australia \| UAE Team Emirates \| + 0" \| \| 3. \| Ben O’Connor \| Australia \| AG2R Citroën Team \| + 2" \| \| 4. \| Antonio Tiberi \| Włochy \| Trek-Segafredo \| + 3" \| \| 5. \| Sven Erik Bystrøm \| Norwegia \| Intermarché-Circus-Wanty \| + 6" \| \| 6. \| Jai Hindley \| Australia \| Bora-Hansgrohe \| + 6" \| \| 7. \| Pello Bilbao \| Hiszpania \| Bahrain Victorious \| + 6" \| \| 8. \| Giovanni Aleotti \| Włochy \| Bora-Hansgrohe \| + 6" \| \| 9. \| Magnus Sheffield \| Stany Zjednoczone \| Ineos Grenadiers \| + 6" \| \| 10. \| Mauro Schmid \| Szwajcaria \| Soudal Quick-Step \| + 6" \| |                   |                   |                          |            |
| |                   |                   |                          |            |
| Źródło: ProCyclingStats |                   |                   |                          |            |
| Klasyfikacja etapu |                   |                   |                          |            |
| Kolarz | Kolarz            | Państwo           | Drużyna                  | Czas       |
| 1. | Simon Yates       | Wielka Brytania   | Team Jayco AlUla         | 2h 41' 16" |
| 2. | Jay Vine          | Australia         | UAE Team Emirates        | + 0"       |
| 3. | Ben O’Connor      | Australia         | AG2R Citroën Team        | + 2"       |
| 4. | Antonio Tiberi    | Włochy            | Trek-Segafredo           | + 3"       |
| 5. | Sven Erik Bystrøm | Norwegia          | Intermarché-Circus-Wanty | + 6"       |
| 6. | Jai Hindley       | Australia         | Bora-Hansgrohe           | + 6"       |
| 7. | Pello Bilbao      | Hiszpania         | Bahrain Victorious       | + 6"       |
| 8. | Giovanni Aleotti  | Włochy            | Bora-Hansgrohe           | + 6"       |
| 9. | Magnus Sheffield  | Stany Zjednoczone | Ineos Grenadiers         | + 6"       |
| 10. | Mauro Schmid      | Szwajcaria        | Soudal Quick-Step        | + 6"       |

## Klasyfikacje

### Klasyfikacja generalna
| \| Klasyfikacja generalna \| Klasyfikacja generalna \| Klasyfikacja generalna \| Klasyfikacja generalna \| Klasyfikacja generalna \| \| Kolarz \| Kolarz \| Państwo \| Drużyna \| Czas \| \| ---------------------- \| ---------------------- \| ---------------------- \| ------------------------ \| ---------------------- \| \| 1. \| Jay Vine \| Australia \| UAE Team Emirates \| 16h 07' 41" \| \| 2. \| Simon Yates \| Wielka Brytania \| Team Jayco AlUla \| + 11" \| \| 3. \| Pello Bilbao \| Hiszpania \| Bahrain Victorious \| + 27" \| \| 4. \| Magnus Sheffield \| Stany Zjednoczone \| Ineos Grenadiers \| + 57" \| \| 5. \| Mauro Schmid \| Szwajcaria \| Soudal Quick-Step \| + 58" \| \| 6. \| Ben O’Connor \| Australia \| AG2R Citroën Team \| + 1' 04" \| \| 7. \| Sven Erik Bystrøm \| Norwegia \| Intermarché-Circus-Wanty \| + 1' 06" \| \| 8. \| Antonio Tiberi \| Włochy \| Trek-Segafredo \| + 1' 07" \| \| 9. \| Gorka Izagirre \| Hiszpania \| Movistar Team \| + 1' 13" \| \| 10. \| Bryan Coquard \| Francja \| Cofidis \| + 1' 13" \| \| 11. \| Marc Hirschi \| Szwajcaria \| UAE Team Emirates \| + 1' 13" \| \| 12. \| Rudy Molard \| Francja \| Groupama-FDJ \| + 1' 16" \| \| 13. \| Sebastian Berwick \| Australia \| Israel-Premier Tech \| + 1' 17" \| \| 14. \| Natnael Tesfatsion \| Erytrea \| Trek-Segafredo \| + 1' 18" \| \| 15. \| George Bennett \| Nowa Zelandia \| UAE Team Emirates \| + 1' 20" \| \| 16. \| Jai Hindley \| Australia \| Bora-Hansgrohe \| + 1' 23" \| \| 17. \| Giovanni Aleotti \| Włochy \| Bora-Hansgrohe \| + 1' 44" \| \| 18. \| Ethan Hayter \| Wielka Brytania \| Ineos Grenadiers \| + 1' 45" \| \| 19. \| Hugo Page \| Francja \| Intermarché-Circus-Wanty \| + 1' 51" \| \| 20. \| Élie Gesbert \| Francja \| Arkéa-Samsic \| + 2' 14" \| |                    |                   |                          |             |
| |                    |                   |                          |             |
| Źródło: ProCyclingStats |                    |                   |                          |             |
| Klasyfikacja generalna |                    |                   |                          |             |
| Kolarz | Kolarz             | Państwo           | Drużyna                  | Czas        |
| 1. | Jay Vine           | Australia         | UAE Team Emirates        | 16h 07' 41" |
| 2. | Simon Yates        | Wielka Brytania   | Team Jayco AlUla         | + 11"       |
| 3. | Pello Bilbao       | Hiszpania         | Bahrain Victorious       | + 27"       |
| 4. | Magnus Sheffield   | Stany Zjednoczone | Ineos Grenadiers         | + 57"       |
| 5. | Mauro Schmid       | Szwajcaria        | Soudal Quick-Step        | + 58"       |
| 6. | Ben O’Connor       | Australia         | AG2R Citroën Team        | + 1' 04"    |
| 7. | Sven Erik Bystrøm  | Norwegia          | Intermarché-Circus-Wanty | + 1' 06"    |
| 8. | Antonio Tiberi     | Włochy            | Trek-Segafredo           | + 1' 07"    |
| 9. | Gorka Izagirre     | Hiszpania         | Movistar Team            | + 1' 13"    |
| 10. | Bryan Coquard      | Francja           | Cofidis                  | + 1' 13"    |
| 11. | Marc Hirschi       | Szwajcaria        | UAE Team Emirates        | + 1' 13"    |
| 12. | Rudy Molard        | Francja           | Groupama-FDJ             | + 1' 16"    |
| 13. | Sebastian Berwick  | Australia         | Israel-Premier Tech      | + 1' 17"    |
| 14. | Natnael Tesfatsion | Erytrea           | Trek-Segafredo           | + 1' 18"    |
| 15. | George Bennett     | Nowa Zelandia     | UAE Team Emirates        | + 1' 20"    |
| 16. | Jai Hindley        | Australia         | Bora-Hansgrohe           | + 1' 23"    |
| 17. | Giovanni Aleotti   | Włochy            | Bora-Hansgrohe           | + 1' 44"    |
| 18. | Ethan Hayter       | Wielka Brytania   | Ineos Grenadiers         | + 1' 45"    |
| 19. | Hugo Page          | Francja           | Intermarché-Circus-Wanty | + 1' 51"    |
| 20. | Élie Gesbert       | Francja           | Arkéa-Samsic             | + 2' 14"    |

| Klasyfikacja punktowa | Klasyfikacja punktowa | Klasyfikacja punktowa | Klasyfikacja punktowa    | Klasyfikacja punktowa |
| Kolarz                | Kolarz                | Państwo               | Drużyna                  | Punkty                |
| --------------------- | --------------------- | --------------------- | ------------------------ | --------------------- |
| 1.                    | Michael Matthews      | Australia             | Team Jayco AlUla         | 61 pkt                |
| 2.                    | Simon Yates           | Wielka Brytania       | Team Jayco AlUla         | 57 pkt                |
| 3.                    | Jay Vine              | Australia             | UAE Team Emirates        | 57 pkt                |
| 4.                    | Caleb Ewan            | Australia             | Lotto Dstny              | 47 pkt                |
| 5.                    | Paul Penhoët          | Francja               | Groupama-FDJ             | 43 pkt                |
| 6.                    | Hugo Page             | Francja               | Intermarché-Circus-Wanty | 40 pkt                |
| 7.                    | Bryan Coquard         | Francja               | Cofidis                  | 37 pkt                |
| 8.                    | Corbin Strong         | Nowa Zelandia         | Israel-Premier Tech      | 34 pkt                |
| 9.                    | Rohan Dennis          | Australia             | Jumbo-Visma              | 30 pkt                |
| 10.                   | Phil Bauhaus          | Niemcy                | Bahrain Victorious       | 30 pkt                |

| Klasyfikacja punktowa | Klasyfikacja punktowa | Klasyfikacja punktowa | Klasyfikacja punktowa    | Klasyfikacja punktowa |
| Kolarz                | Kolarz                | Państwo               | Drużyna                  | Punkty                |
| --------------------- | --------------------- | --------------------- | ------------------------ | --------------------- |
| 1.                    | Michael Matthews      | Australia             | Team Jayco AlUla         | 61 pkt                |
| 2.                    | Simon Yates           | Wielka Brytania       | Team Jayco AlUla         | 57 pkt                |
| 3.                    | Jay Vine              | Australia             | UAE Team Emirates        | 57 pkt                |
| 4.                    | Caleb Ewan            | Australia             | Lotto Dstny              | 47 pkt                |
| 5.                    | Paul Penhoët          | Francja               | Groupama-FDJ             | 43 pkt                |
| 6.                    | Hugo Page             | Francja               | Intermarché-Circus-Wanty | 40 pkt                |
| 7.                    | Bryan Coquard         | Francja               | Cofidis                  | 37 pkt                |
| 8.                    | Corbin Strong         | Nowa Zelandia         | Israel-Premier Tech      | 34 pkt                |
| 9.                    | Rohan Dennis          | Australia             | Jumbo-Visma              | 30 pkt                |
| 10.                   | Phil Bauhaus          | Niemcy                | Bahrain Victorious       | 30 pkt                |

| Klasyfikacja górska | Klasyfikacja górska   | Klasyfikacja górska | Klasyfikacja górska   | Klasyfikacja górska |
| Kolarz              | Kolarz                | Państwo             | Drużyna               | Punkty              |
| ------------------- | --------------------- | ------------------- | --------------------- | ------------------- |
| 1.                  | Mikkel Frølich Honoré | Dania               | EF Education-EasyPost | 21 pkt              |
| 2.                  | Jay Vine              | Australia           | UAE Team Emirates     | 20 pkt              |
| 3.                  | Simon Yates           | Wielka Brytania     | Team Jayco AlUla      | 18 pkt              |
| 4.                  | Fabio Felline         | Włochy              | Astana Qazaqstan Team | 11 pkt              |
| 5.                  | Kim Heiduk            | Niemcy              | Ineos Grenadiers      | 10 pkt              |
| 6.                  | Johan Jacobs          | Szwajcaria          | Movistar Team         | 10 pkt              |
| 7.                  | Lucas Plapp           | Australia           | Ineos Grenadiers      | 10 pkt              |
| 8.                  | Alessandro Covi       | Włochy              | UAE Team Emirates     | 8 pkt               |
| 9.                  | Matthew Dinham        | Australia           | Team DSM              | 8 pkt               |
| 10.                 | Dmitrij Gruzdiew      | Kazachstan          | Astana Qazaqstan Team | 7 pkt               |

| Klasyfikacja górska | Klasyfikacja górska   | Klasyfikacja górska | Klasyfikacja górska   | Klasyfikacja górska |
| Kolarz              | Kolarz                | Państwo             | Drużyna               | Punkty              |
| ------------------- | --------------------- | ------------------- | --------------------- | ------------------- |
| 1.                  | Mikkel Frølich Honoré | Dania               | EF Education-EasyPost | 21 pkt              |
| 2.                  | Jay Vine              | Australia           | UAE Team Emirates     | 20 pkt              |
| 3.                  | Simon Yates           | Wielka Brytania     | Team Jayco AlUla      | 18 pkt              |
| 4.                  | Fabio Felline         | Włochy              | Astana Qazaqstan Team | 11 pkt              |
| 5.                  | Kim Heiduk            | Niemcy              | Ineos Grenadiers      | 10 pkt              |
| 6.                  | Johan Jacobs          | Szwajcaria          | Movistar Team         | 10 pkt              |
| 7.                  | Lucas Plapp           | Australia           | Ineos Grenadiers      | 10 pkt              |
| 8.                  | Alessandro Covi       | Włochy              | UAE Team Emirates     | 8 pkt               |
| 9.                  | Matthew Dinham        | Australia           | Team DSM              | 8 pkt               |
| 10.                 | Dmitrij Gruzdiew      | Kazachstan          | Astana Qazaqstan Team | 7 pkt               |

| Klasyfikacja młodzieżowa | Klasyfikacja młodzieżowa | Klasyfikacja młodzieżowa | Klasyfikacja młodzieżowa | Klasyfikacja młodzieżowa |
| Kolarz                   | Kolarz                   | Państwo                  | Drużyna                  | Czas                     |
| ------------------------ | ------------------------ | ------------------------ | ------------------------ | ------------------------ |
| 1.                       | Magnus Sheffield         | Stany Zjednoczone        | Ineos Grenadiers         | 16h 08' 38"              |
| 2.                       | Antonio Tiberi           | Włochy                   | Trek-Segafredo           | + 10"                    |
| 3.                       | Hugo Page                | Francja                  | Intermarché-Circus-Wanty | + 54"                    |
| 4.                       | Reuben Thompson          | Nowa Zelandia            | Groupama-FDJ             | + 1' 32"                 |
| 5.                       | Alex Baudin              | Francja                  | AG2R Citroën Team        | + 1' 54"                 |
| 6.                       | Paul Penhoët             | Francja                  | Groupama-FDJ             | + 3' 24"                 |
| 7.                       | Iván Romeo               | Hiszpania                | Movistar Team            | + 6' 55"                 |
| 8.                       | Leo Hayter               | Wielka Brytania          | Ineos Grenadiers         | + 10' 14"                |
| 9.                       | Alessandro Verre         | Włochy                   | Arkéa-Samsic             | + 18' 59"                |
| 10.                      | Finn Fisher-Black        | Nowa Zelandia            | UAE Team Emirates        | + 24' 25"                |

| Klasyfikacja młodzieżowa | Klasyfikacja młodzieżowa | Klasyfikacja młodzieżowa | Klasyfikacja młodzieżowa | Klasyfikacja młodzieżowa |
| Kolarz                   | Kolarz                   | Państwo                  | Drużyna                  | Czas                     |
| ------------------------ | ------------------------ | ------------------------ | ------------------------ | ------------------------ |
| 1.                       | Magnus Sheffield         | Stany Zjednoczone        | Ineos Grenadiers         | 16h 08' 38"              |
| 2.                       | Antonio Tiberi           | Włochy                   | Trek-Segafredo           | + 10"                    |
| 3.                       | Hugo Page                | Francja                  | Intermarché-Circus-Wanty | + 54"                    |
| 4.                       | Reuben Thompson          | Nowa Zelandia            | Groupama-FDJ             | + 1' 32"                 |
| 5.                       | Alex Baudin              | Francja                  | AG2R Citroën Team        | + 1' 54"                 |
| 6.                       | Paul Penhoët             | Francja                  | Groupama-FDJ             | + 3' 24"                 |
| 7.                       | Iván Romeo               | Hiszpania                | Movistar Team            | + 6' 55"                 |
| 8.                       | Leo Hayter               | Wielka Brytania          | Ineos Grenadiers         | + 10' 14"                |
| 9.                       | Alessandro Verre         | Włochy                   | Arkéa-Samsic             | + 18' 59"                |
| 10.                      | Finn Fisher-Black        | Nowa Zelandia            | UAE Team Emirates        | + 24' 25"                |

| Klasyfikacja drużynowa | Klasyfikacja drużynowa | Klasyfikacja drużynowa       | Klasyfikacja drużynowa |
| Drużyna                | Drużyna                | Państwo                      | Czas                   |
| ---------------------- | ---------------------- | ---------------------------- | ---------------------- |
| 1.                     | UAE Team Emirates      | Zjednoczone Emiraty Arabskie | 48h 25' 34"            |
| 2.                     | Trek-Segafredo         | Stany Zjednoczone            | + 1' 24"               |
| 3.                     | Groupama-FDJ           | Francja                      | + 1' 41"               |
| 4.                     | AG2R Citroën Team      | Francja                      | + 3' 09"               |
| 5.                     | Soudal Quick-Step      | Belgia                       | + 5' 02"               |

| Klasyfikacja drużynowa | Klasyfikacja drużynowa | Klasyfikacja drużynowa       | Klasyfikacja drużynowa |
| Drużyna                | Drużyna                | Państwo                      | Czas                   |
| ---------------------- | ---------------------- | ---------------------------- | ---------------------- |
| 1.                     | UAE Team Emirates      | Zjednoczone Emiraty Arabskie | 48h 25' 34"            |
| 2.                     | Trek-Segafredo         | Stany Zjednoczone            | + 1' 24"               |
| 3.                     | Groupama-FDJ           | Francja                      | + 1' 41"               |
| 4.                     | AG2R Citroën Team      | Francja                      | + 3' 09"               |
| 5.                     | Soudal Quick-Step      | Belgia                       | + 5' 02"               |